# Forsthaus Uhlenstein
Das Forsthaus Uhlenstein ist ein im Uhlenbachtal im Unterharz, innerhalb der Gemarkung Siptenfelde, gelegenes Forsthaus. An diesem liegt ein Stauteich.

## Forsthaus
Das Forsthaus Uhlenstein wurde 1906 erbaut. Der Name geht auf die etwa einen Kilometer nordnordöstlich entfernte 469,1 m hohe Erhebung Uhlenstein zurück. Die erste schriftliche Erwähnung datiert aus dem Jahr 1911 – ein Brief in dem Revierförster Westphal die Zubereitung eines Muffelwildbratens durch seine Frau schildert. Die Tiere wurden ab 1906 im nahegelegenen Revier Drahtzug ausgewildert. Über die weitere Geschichte des Forsthauses ist wenig bekannt. Von 1921 bis 1922 wurde das Forsthaus von Förster Fritz Jacobi mit seiner Frau Hedwig bewohnt und von 1922 bis 1945 von Förster Rosemund, der viele der noch heute existierenden Wander- und Forstwege bauen ließ. Nach dem Zweiten Weltkrieg wurde das Haus von mehreren Familien bewohnt. Später wurde das Revier u. a. durch die Förster Schicker, Kolotschek und Dietrich geführt, die hier lebten. Auch der Leiter des Wildforschungsgebietes Holger Piegert bewohnte das Forsthaus. Seit 2001 wohnt wieder der Revierförster des umliegenden Reviers im Forsthaus Uhlenstein. Es gibt keine Straße zum Forsthaus, sondern nur Waldwege.
Nahe dem Forsthaus werden die Reste der Burgruine am Mönchehof ausgegraben.

### Stauteich am Forsthaus
Am Forsthaus liegt der Brachmannsberger Teich, ein Stauteich mit einer Fläche von etwa 332 Ar. Die eigentliche Zufahrt zum Forsthaus führt über den etwa 87 Meter langen Damm des Stauteiches, in dem der Große Uhlenbach in den, bis zum Teich noch kleiner Uhlenbach heißenden, Uhlenbach mündet. Der Teich und das Forsthaus liegen in einem Rotbuchenwald.
Am 29. September 2006 wurde der Ablauf des Teichs mit einer Stahlplatte zum Aufstauen des Teichs unterbrochen. Dadurch fiel der Uhlenbach auf mehreren km Länge trocken. In der Folge kam es zu einem Fischsterben.